# سیارک ۲۵۹۳۱
سیارک ۲۵۹۳۱ (به انگلیسی: 25931 Peterhu، نامگذاری:2001DJ70)۲۵۹۳۱مین سیارک کشف شده‌است که در ۱۹ فوریه ۲۰۰۱ کشف شد.